# Kraemeria nuda
Kraemeria nuda är en fiskart som först beskrevs av Regan, 1908.  Kraemeria nuda ingår i släktet Kraemeria och familjen Kraemeriidae. Inga underarter finns listade i Catalogue of Life.